# Miếu Đại Trung
Miếu Đại Trung nằm phía tây Bắc làng Guột (Dũng Quyết), xã Việt Hùng, thị xã Quế Võ tỉnh Bắc Ninh
Theo tư liệu thì miếu do Quế Quận Công Nguyễn Đức Uyên vâng lời chúa Trịnh xây dựng năm 1708, để thờ cha ông là Ân Quận Công Nguyễn Đức Nhuận, một danh tướng thời chúa Trịnh Căn đánh chúa Nguyễn Hiền.
Hiện nay, miếu thờ 6 vị quận công: Hùng Quận Công, Cẩm Quận Công, Ân Quận Công, Quế Quận Công Nguyễn Đức Uyên, Chiêm Quận Công, Giao Quận Công.
Miếu Đại Trung là một quần thể kiến trúc độc đáo tiêu biểu cho miếu thờ các tướng võ vào thế kỷ XVII - XVIII, bao gồm: miếu, từ đường, sân tế, vườn cây. Tất cả nằm trong khuôn viên có diện tích 2082m². Miếu gồm hai toà liền nhau được liên kết bằng gạch cuốn vòm tò vò thông suốt từ cửa đến tường hậu, phía ngoài bán mái giả. Từ đường gồm 5 gian,sân tế có hai cặp chó đá, một cặp ngựa đá, một cặp voi đá, một thống đá, một cây lư hương bằng đá được chạm khắc rất tinh xảo,bên trong miếu có các đồ thờ bằng đá. Gần đây ngôi mộ của Cẩm Quận Công cũng được đưa về kề bên miếu.